# Pompeo Cesura
Pompeo Cesura (L'Aquila, 1510 circa – Roma, 1571) è stato un pittore, incisore e scultore italiano.

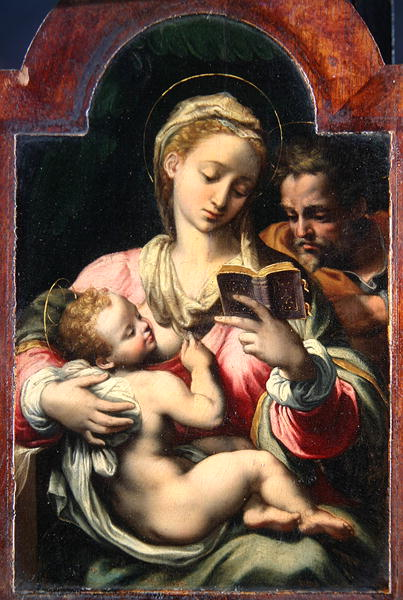
Sacra Famiglia (1570), Wallace Collection, Londra.

Seguace dell'arte di Raffaello Sanzio, fu maestro dei conterranei Giovan Paolo Cardone, Giovanni Paolo Donati e Giuseppe Valeriano.

## Biografia
Proveniente da una nobile famiglia locale, nacque nella prima metà del XVI secolo (probabilmente intorno al 1510) all'Aquila. Alla sua città natale fu molto legato, facendosi chiamare Pompeo dell'Aquila o Pompeo aquilano.
Si formò a Roma dove, stando ad alcune fonti, fu presentato a Raffaello Sanzio dall'aquilano Giovanni Battista Branconio; sebbene non vi sia documentazione certa della sua formazione presso il noto artista romano, è certa l'influenza del linguaggio raffaellesco nelle opere del Cesura, forse dovuta anche alla presenza all'Aquila, in quel periodo, della Visitazione per la chiesa di San Silvestro. Nel 1530 fu attivo, insieme Perin del Vaga e a Daniele da Volterra, nella cappella dei Santi Pietro e Paolo in Trinità dei Monti, con un ciclo di affreschi dedicati alle Storie di Cristo. Nello stesso stile, sono altri suoi dipinti del periodo romano: nella chiesa di Santa Caterina della Rota l'Annunciazione e la Sacra Conversazione e, nella cappella Dupré della chiesa di San Luigi dei Francesi, la Presa di Soissons e la Battaglia di Tolbiac.

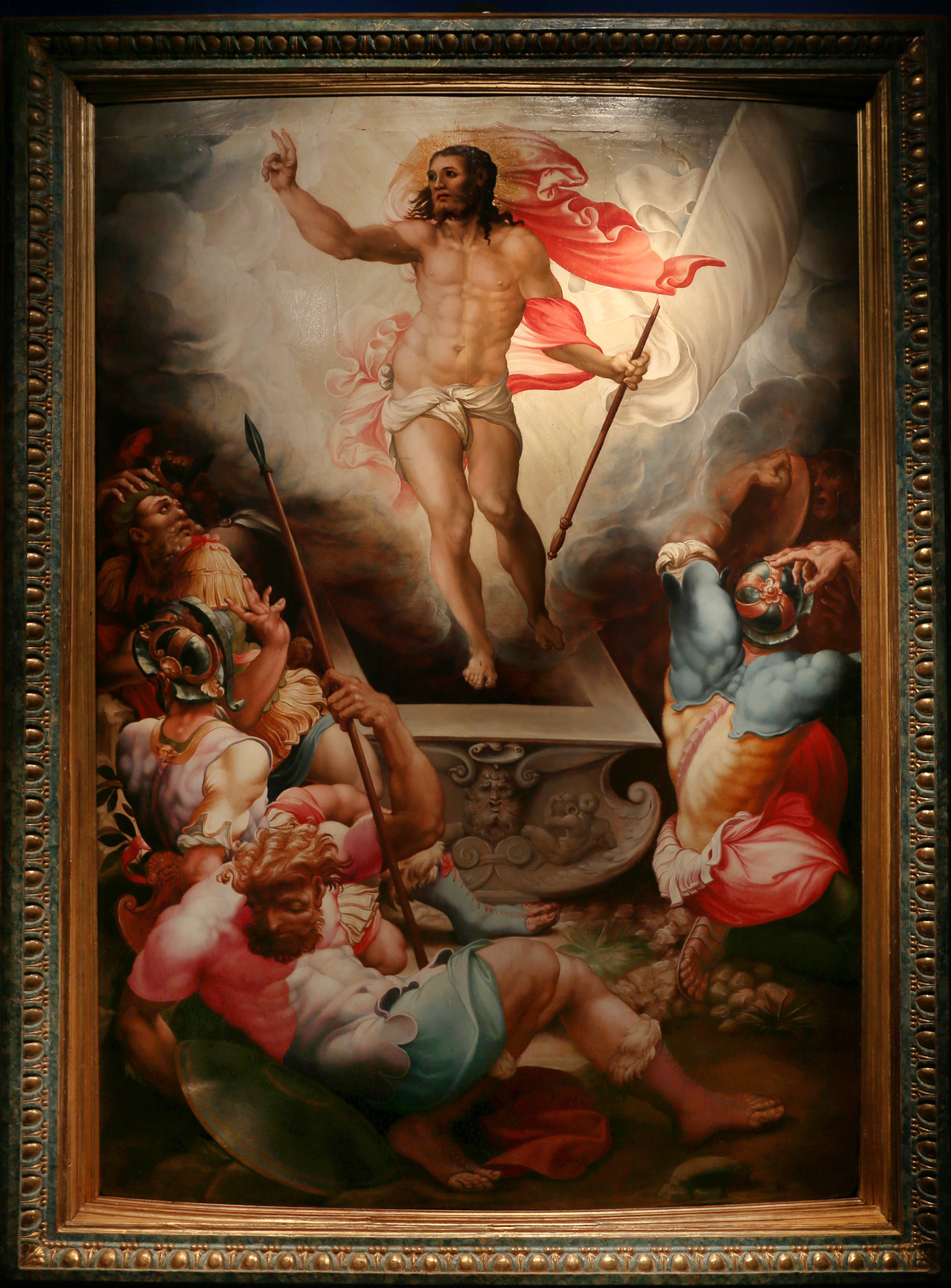
La Resurrezione, da Palazzo Sacchetti, Roma

Tornò quindi all'Aquila dove aprì bottega ed eseguì la maggior parte delle sue opere. Nel 1542 dipinse, su incisione di Orazio De Santis, la Deposizione per la chiesa di Sant'Amico. La collaborazione con il De Santis — da alcuni storici considerato allievo del Cesura — continuò anche negli anni successivi in numerosissimi lavori, tra cui anche il disegno di copertina degli Annali della città dell'Aquila con l'historie del suo tempo di Bernardino Cirillo di cui rimane oggi solo la parte incisa. Oltre alla pittura e all'incisione, Cesura si destreggiò nella scultura, realizzando diverse opere in legno: un San Sebastiano per la scomparsa chiesa di San Benedetto d'Arischia, un'Addolorata per la chiesa dell'Addolorata e, soprattutto, un Sant' Equizio per la chiesa di San Marciano, oggi conservato al museo nazionale d'Abruzzo.
Eseguì poi un gran numero di tele e affreschi per le principali chiese aquilane, tra cui quelle per la basilica di San Bernardino: eseguì dapprima l'Adorazione dei pastori (1566) collocata nella pala d'altare della cappella dei Ciampella nella navata destra — considerata il suo capolavoro —, quindi il Miracolo di Sant'Antonio (1567) per la cappella dei Camponeschi nella navata sinistra. Rimane discussa l'attribuzione dell'Annunciazione per la sacrestia della basilica e oggi al museo nazionale d'Abruzzo, da alcuni riferita al suo allievo Giuseppe Valeriano. Negli stessi anni fu incaricato, con Giovan Paolo Cardone, della realizzazione degli apparati decorativi per la visita in città del principe Marcantonio Colonna (1567) e della regina Margherita d'Austria (1569), ricavandone una certa notorietà.
Nel 1571 fu chiamato dal Cirillo a Roma per decorare la Cappella della Santissima Croce nella chiesa di Santo Spirito in Sassia con alcuni affreschi, tra cui una Deposizione; secondo gli scritti di Anton Ludovico Antinori, Cesura morì proprio in quell'occasione, cadendo da un'impalcatura mentre stava realizzando le pitture sulle volte dell'edificio. Gli fu dedicata un'iscrizione all'interno del Duomo dell'Aquila.

## Opere principali

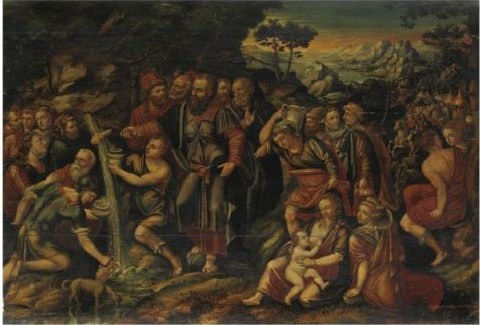
Mosè fa scaturire l'acqua da una roccia

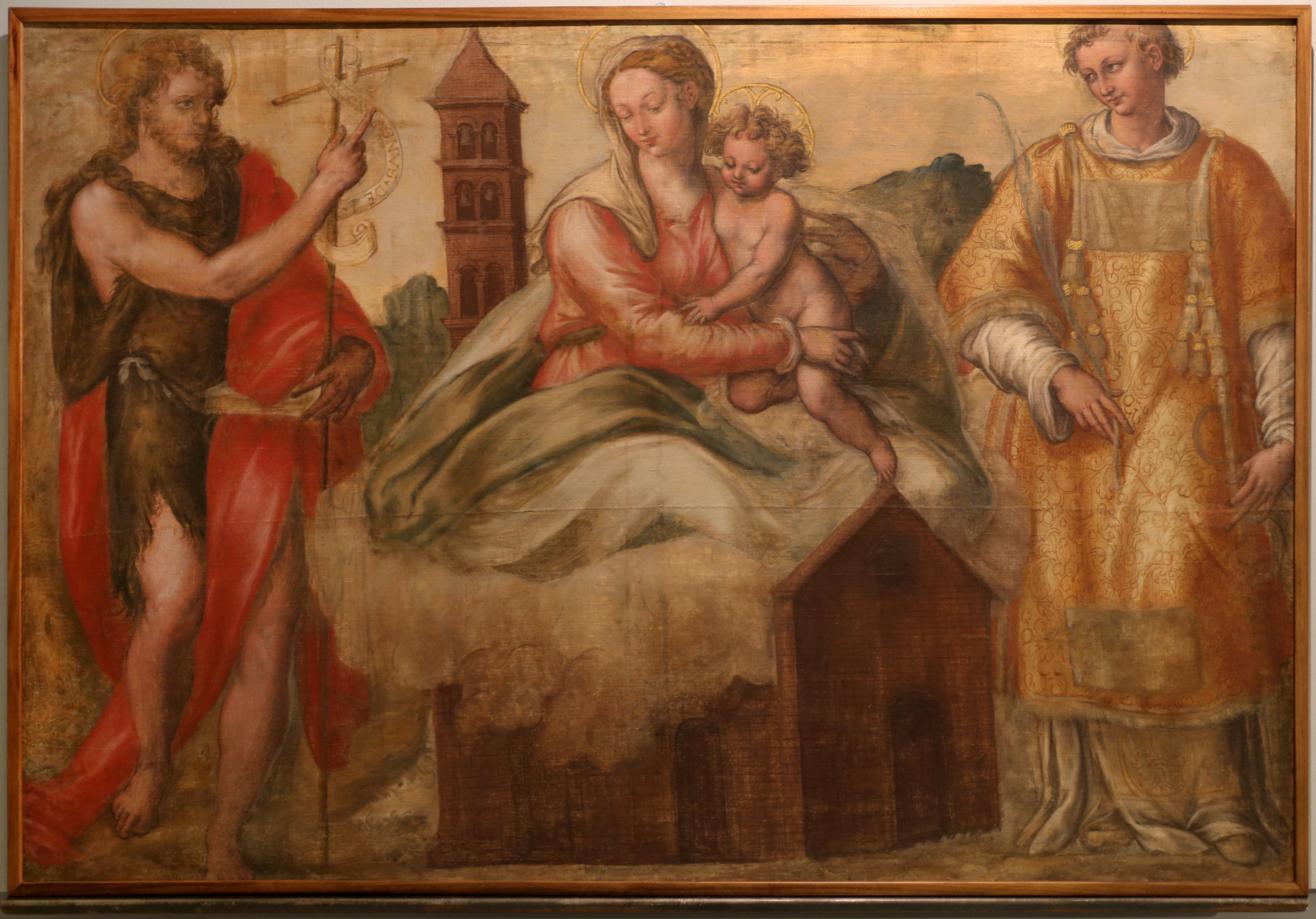
Madonna col Bambino tra San Giovanni Battista e Sabn Massimo levita, L'Aquila

### Dipinti
- 1530: Storie di Cristo, Trinità dei Monti, Roma;
- 1544: Deposizione, chiesa di Sant'Amico, L'Aquila;
- 1542-1560: Compianto sul Cristo morto, chiesa di Sant'Amico, L'Aquila;
- 1542-1560: Madonna di Loreto con il Bambino ed ai lati San Giovanni Battista e San Massimo, museo nazionale d'Abruzzo (dalla chiesa di San Marciano), L'Aquila;
- 1566: Adorazione dei pastori, basilica di San Bernardino, L'Aquila;
- 1567: Miracolo di Sant'Antonio, basilica di San Bernardino, L'Aquila;
- 1567 circa: Annunciazione, museo nazionale d'Abruzzo, L'Aquila (incerta);
- 1570: Cristo in trionfo con Madonna e tutti i Santi, chiesa di San Luigi dei francesi, L'Aquila;
- 1570: Sacra famiglia, Wallace Collection, Londra;
- 1571: Deposizione, chiesa di Santo Spirito in Sassia, Roma.

### Scultura
- 1560-1570: Sant' Equizio, museo nazionale d'Abruzzo (dalla chiesa di Santa Margherita), L'Aquila.
- San Sebastiano e San Rocco, depositi del MUNDA, dalla chiesa di San Benedetto d'Arischia
- La Pietà,chiesa di San Marco, L'Aquila
- Busto di Maria Santissima Addolorata,  chiesa dell'Addolorata, L'Aquila
- San Pietro Celestino, basilica di Santa Maria di Collemaggio, L'Aquila